# Manchester (Vermont)
Manchester ist eine Town im Bennington County des Bundesstaates Vermont in den Vereinigten Staaten mit 4484 Einwohnern (laut Volkszählung von 2020). Manchester ist gemeinsam mit Bennington das Verwaltungszentrum (Shire Town) des Countys.

## Geographie

### Geografische Lage
Manchester liegt im Norden des Bennington Countys in den Green Mountains. Es gibt nur wenige Flüsse in der Town. Der Batten Kill durchfließt Manchester in südlicher Richtung. Es gibt mehrere kleinere Seen, der größte ist der Equinox Pond. Das Gebiet der Town ist hügelig und die höchste Erhebung ist der 1173 m hohe Equinox Mountain.

### Nachbargemeinden
Alle Entfernungen sind als Luftlinien zwischen den offiziellen Koordinaten der Orte aus der Volkszählung 2010 angegeben.
- Norden: Dorset, 4,9 km
- Nordosten: Peru, 14,5 km
- Osten: Winhall, 10,1 km
- Südosten: Stratton, 16,4 km
- Süden: Sunderland, 2,8 km
- Südwesten: Arlington, 18,5 km
- Westen: Sandgate, 13,1 km
- Nordwesten: Rupert, 15,2 km

### Stadtgliederung
Die Hauptsiedlungsgebiete in der Town Manchester sind das Village Manchester und der Census-designated place (CDP) Manchester Center.

### Klima
Die mittlere Durchschnittstemperatur in Manchester liegt zwischen −7,8 °C (18 °Fahrenheit) im Januar und 18,3 °C (65 °F) im Juli. Damit ist der Ort gegenüber dem langjährigen Mittel der USA um etwa 8 °C kühler, aber knapp 2 °C wärmer als im Vermonter Mittel. Die tägliche Sonnenscheindauer liegt am unteren Rand des Wertespektrums der USA.

## Geschichte

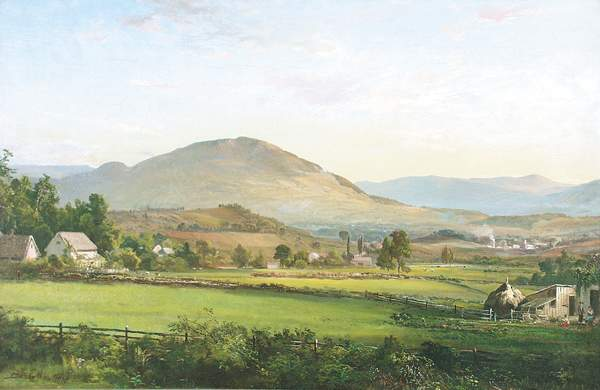
Blick auf Manchester um 1870

Der Grant für Manchester wurde am 11. August 1761 im Rahmen der New Hampshire Grants von Benning Wentworth vergeben. Er umfasste 26.240 Acre (10.619 Hektar). Die Besiedlung startete im Jahr 1764. Erster Siedler war Samuel Rose. Die konstituierende Versammlung der Town fand 1766 statt.
Manchester wurde nach Manchester, Massachusetts benannt. Dieses wiederum nach Manchester in England und Charles Montagu, 1. Duke of Manchester. Auch bei dieser Namensgebung war Benning Wentworth wichtig, den Einflussreichen in England zu schmeicheln.

### Einwohnerentwicklung
| Volkszählungsergebnisse – Town of Manchester, Vermont | Volkszählungsergebnisse – Town of Manchester, Vermont | Volkszählungsergebnisse – Town of Manchester, Vermont | Volkszählungsergebnisse – Town of Manchester, Vermont | Volkszählungsergebnisse – Town of Manchester, Vermont | Volkszählungsergebnisse – Town of Manchester, Vermont | Volkszählungsergebnisse – Town of Manchester, Vermont | Volkszählungsergebnisse – Town of Manchester, Vermont | Volkszählungsergebnisse – Town of Manchester, Vermont | Volkszählungsergebnisse – Town of Manchester, Vermont | Volkszählungsergebnisse – Town of Manchester, Vermont |
| Jahr                                                  | 1700                                                  | 1710                                                  | 1720                                                  | 1730                                                  | 1740                                                  | 1750                                                  | 1760                                                  | 1770                                                  | 1780                                                  | 1790                                                  |
| ----------------------------------------------------- | ----------------------------------------------------- | ----------------------------------------------------- | ----------------------------------------------------- | ----------------------------------------------------- | ----------------------------------------------------- | ----------------------------------------------------- | ----------------------------------------------------- | ----------------------------------------------------- | ----------------------------------------------------- | ----------------------------------------------------- |
| Einwohner                                             |                                                       |                                                       |                                                       |                                                       |                                                       |                                                       |                                                       |                                                       |                                                       | 1.276                                                 |
| Jahr                                                  | 1800                                                  | 1810                                                  | 1820                                                  | 1830                                                  | 1840                                                  | 1850                                                  | 1860                                                  | 1870                                                  | 1880                                                  | 1890                                                  |
| Einwohner                                             | 1.397                                                 | 1.502                                                 | 1.508                                                 | 1.525                                                 | 1.599                                                 | 1.782                                                 | 1.688                                                 | 1.897                                                 | 1.928                                                 | 1.907                                                 |
| Jahr                                                  | 1900                                                  | 1910                                                  | 1920                                                  | 1930                                                  | 1940                                                  | 1950                                                  | 1960                                                  | 1970                                                  | 1980                                                  | 1990                                                  |
| Einwohner                                             | 1.955                                                 | 2.044                                                 | 2.057                                                 | 2.004                                                 | 2.139                                                 | 2.425                                                 | 2.470                                                 | 2.919                                                 | 3.261                                                 | 3.622                                                 |
| Jahr                                                  | 2000                                                  | 2010                                                  | 2020                                                  | 2030                                                  | 2040                                                  | 2050                                                  | 2060                                                  | 2070                                                  | 2080                                                  | 2090                                                  |
| Einwohner                                             | 4.180                                                 | 4.391                                                 | 4.484                                                 |                                                       |                                                       |                                                       |                                                       |                                                       |                                                       |                                                       |

## Wirtschaft und Infrastruktur

### Verkehr
Der U.S. Highway 7 führt in Nord-Süd-Richtung durch die Town. Er verläuft entlang des Batten Kills. Durch die Town verläuft ebenfalls in Nord-Süd-Richtung die Vermont State Route 7A. Beide führen von Mt. Tabor im Norden nach Sunderland im Süden. Die Vermont State Route 30 hingegen kreuzt in West-Östlicher-Richtung und führt von Dorset im Westen nach Peru im Osten.
Die Bahnstrecke Rutland–Hoosick Junction verläuft durch Manchester, mit einem Haltepunkt.

### Öffentliche Einrichtungen

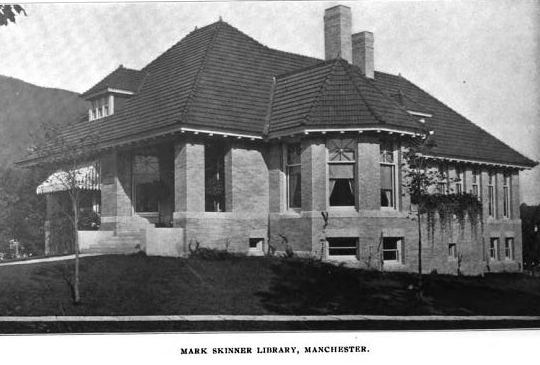
Manchester Library

Es gibt in Manchester kein Krankenhaus. Das nächstgelegene ist das Southwestern Medical Center in Bennington.

### Bildung
Manchester gehört mit Danby, Dorset, Langrove, Londonderry, Mt. Tabor, Pawlet, Peru, Rupert, Sunderland, Weston und Winhall zur Bennington-Rutland Supervisory Union.
In Manchester bietet die Manchester Elementary Middle School Klassen von Kindergarten bis zum achten Schuljahr.
Zudem bietet die private High-School Burr and Burton Academy Unterricht für etwa 680 Schülerinnen und Schüler an, sie bereitet auf den Besuch eines Colleges vor. Gegründet wurde sie im Jahr 1829.
Die Manchester Community Library wurde 1897 als Mark Skinner Library als Stiftung von Frances Skinner Willing in Erinnerung an ihren Vater Mark Skinner, einem Richter aus Chicago, der in Manchester als Sohn von Richard Skinner geboren wurde, gegründet. Erst im Jahr 2003 wurde aus dieser privaten Einrichtung eine öffentliche.

## Persönlichkeiten

### Söhne und Töchter der Stadt
- Joseph Sweetman Ames (1864–1943), Physiker und Universitätspräsident
- James M. Clarke (1917–1999), Politiker, Abgeordneter im US-Repräsentantenhaus

### Persönlichkeiten, die vor Ort gewirkt haben
- Elfriede Abbe (1919–2012), Bildhauerin und Illustratorin
- Robert Todd Lincoln (1843–1926), Politiker, Sohn von Abraham Lincoln, lebte und starb in Manchester
- Leonard Sargeant (1793–1880), Vizegouverneur von Vermont
- Clara Sipprell (1885–1975), Fotografin
- Richard Skinner (1778–1833), Politiker, Gouverneur von Vermont